# 锥茎石豆兰
锥茎石豆兰（学名：Bulbophyllum polyrrhizum），为兰科石豆兰属下的一个植物种。